# Te Matua Ngahere

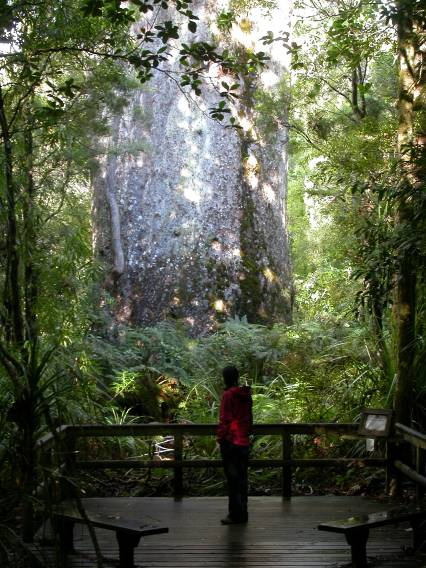
La base du tronc de Te Matua Ngahere en mai 2003, avec une personne devant à titre de comparaison

Te Matua Ngahere est un kauri (Agathis australis) géant de la forêt de Waipoua, dans la région de Northland, sur l'île du Nord de la Nouvelle-Zélande.

## Présentation
Son nom signifie « père de la forêt » en maori. Quoique pas aussi grand que son voisin Tāne Mahuta, Te Matua Ngahere est beaucoup plus large, avec une circonférence de plus de seize mètres. Il n'y a pas de preuves de l'âge de l'arbre, mais celui-ci est estimé à 2 000 ans.
Il fait partie de ce qui reste de l'ancienne forêt humide subtropicale de la Péninsule de Northland.
Ses dimensions sont :
| Circonférence du tronc | 16,41 m  |
| Hauteur du tronc       | 10,21 m  |
| Hauteur totale         | 29,9 m   |
| Volume du tronc        | 208,1 m3 |

Te Matua Ngahere fut lourdement endommagé par des tempêtes d'hiver en juillet 2007.